# ウクライナ国立銀行
ウクライナ国立銀行（ウクライナこくりつぎんこう、ウクライナ語: Національний банк України、略称：NBU）は、ウクライナの中央銀行であり、キーウ市に本店を置く特別な国家機関である。ウクライナ憲法および「ウクライナ国立銀行法」により、その法的地位、任務、機能、権限、組織原則が規定されている。主な役割は、フリヴニャの安定確保、通貨発行、商業銀行の監督、統一的な金融政策の実施である。

## 歴史
ウクライナ国立銀行（NBU）の設立構想は、ウクライナ人民共和国時代（1917年-1920年）に遡り、ヘトマン政権下でウクライナ国家銀行として実現した。しかし、ソビエト連邦成立後、ウクライナの銀行機能はソビエト連邦国家銀行に吸収され、1921年に設立されたゴスバンクのウクライナ共和支行がその役割を担った。
現在のNBUは、1991年のソビエト連邦の崩壊に伴うウクライナ独立後、1991年3月20日にウクライナ最高議会が制定した「銀行および銀行活動に関する法律」に基づき、ゴスバンクのウクライナ共和支行を母体として設立された。これにより、NBUを中心とする二層構造の銀行システム（第一層：NBU、第二層：商業銀行）が確立された。
2018年、NBU理事会は通貨政策戦略を承認し、インフレターゲティング（目標インフレ率5%±1%）を継続することを決定。2019年末までにこの目標を達成し、その後も中長期的に維持する方針を定めた。2022年には、国際的な中央銀行専門誌「Central Banking」から「2022年最優秀中央銀行」に選出された。

## 機能
ウクライナ国立銀行は、以下の主要な機能を担う：
- フリヴニャの安定確保（価格安定と金融安定）。
- 政府と共同で効果的な信用・通貨政策の策定と実施。
- 貨幣発行と通貨流通の管理。
- 銀行間決済（国際取引を含む）の実施。
- 商業銀行への信用供与、政府への融資。
- 商業銀行および非銀行金融機関の規制と監督。
- 為替規制とフリヴニャの兌換性確保。
- 金準備高の蓄積と管理。
- 国家債務の管理。

### 主要任務
NBUの主な任務は以下の3つである：
1. 価格安定：インフレターゲット（5%±1%）を通じて、低く安定したインフレを維持。割引率（2023年10月時点：16.0%）を活用し、経済内の資金コストやインフレを調整[2]。
2. 金融安定：銀行監督（マクロ・ミクロプルーデンス）、銀行間決済の安定確保、「最後の貸し手」としての役割。
3. 効率的な決済システム：現金および非現金取引の円滑な運用。2023年4月1日、ISO 20022に基づく次世代電子決済システム（SEP）を導入し、24時間365日の銀行間送金を可能にした[10]。

### その他の機能
- 通貨・信用政策の策定と実施（インフレターゲティングに基づく）。
- フリヴニャの独占的発行と通貨流通の組織化。
- 銀行の最終貸し手としてのリファイナンスシステム運営。
- 銀行業務、会計、情報保護のルール設定。
- 決済システムと計算システムの規制、国内銀行間送金の形態と手順の決定。
- 電子バンキング技術の開発、決済・会計システムの運用管理。
- 銀行監督（個別および統合ベース）、銀行設立の承認、ライセンス発行。
- 国際機関や他国の中央銀行との協力、ウクライナの利益代表。
- 為替操作の規制、銀行による為替取引の監視。
- 財務・通貨・価格・為替関係の分析。

## 組織構造
NBUの組織構造は以下の通り：
- 領導部：総裁（アンドリー・ピシュニ）と副総裁（カテリナ・ロシュコワ、セルヒー・ニコライチュク、ユーリー・ヘレティー、ヤロスラフ・マトゥシュカ、オレクシー・シャバン、ドミトロ・オリイニク）。
- NBU理事会：通貨政策や戦略の策定を監督。
- 執行委員会：日常業務の管理。
- 部門：通貨流通、監督、情報技術、決済システム、財務モニタリング、法務など約30の部署。

## 歴代総裁
| 氏名                               | 在任期間        |
| ---------------------------------- | --------------- |
| ヴォロディームィル・マトヴィエンコ | 1991年 - 1992年 |
| ヴァディム・ヘーチマン             | 1992年          |
| ヴィクトル・ユシチェンコ           | 1993年 - 1999年 |
| ヴォロディームィル・スチェリマウ   | 2000年 - 2002年 |
| セルヒー・ティヒプコ               | 2002年 - 2004年 |
| ヴォロディームィル・スチェリマウ   | 2004年 - 2010年 |
| セルヒー・アルブーゾウ             | 2010年 - 2012年 |
| イホール・ソルキン                 | 2013年 - 2014年 |
| ステパーン・クビウ                 | 2014年          |
| ヴァレーリヤ・ホンタレヴァ         | 2014年 - 2017年 |
| ヤキフ・スモリーイ                 | 2018年 - 2020年 |
| キリロ・シェフチェンコ             | 2020年 - 2022年 |
| アンドリー・ピシュニ               | 2022年 - 現職   |

## 金準備高
NBUの金準備高（国際準備）は、米ドル、特別引出権（SDR）、IMF準備ポジション、金で構成される。以下は最近のデータ（単位：百万米ドル）：
| 日付           | 外貨      | IMF準備 | SDR  | 金       | 合計      | 備考 |
| -------------- | --------- | ------- | ---- | -------- | --------- | ---- |
| 2023年11月1日  | -         | -       | -    | -        | 38,987    |      |
| 2022年12月31日 | -         | -       | -    | -        | 28,500    |      |
| 2020年8月31日  | 27,436.40 | 0.34    | 6.18 | 1,605.79 | 29,048.71 |      |
| 2019年12月31日 | 24,073.17 | 0.33    | 9.87 | 1,218.79 | 25,302.16 |      |
| 2018年12月31日 | 19,814.34 | 0.32    | 3.53 | 1,002.22 | 20,820.43 |      |

詳細な推移はウクライナ国立銀行の金準備高を参照。

## 財務報告
NBUは利益追求を目的としないが、銀行システム全体に匹敵する収益を上げる。2023年、NBUの総利益は766億フリヴニャで、379.7億フリヴニャを国家予算に拠出した。

## 本店ビル
NBU本店ビル（キーウ市インスティトゥツカ通り9番地）は、1905年に完成し、リプキ地区の歴史的景観を形成する。1839年に創設されたキーウの国家商業銀行事務所を起源とし、1902年から新ビルの建設が始まった。1934年に拡張され、イタリア人彫刻家エリオ・サラによる装飾が施された。運営ホールの天井には、キーウの守護者大天使ミカエルのガラス絵が復元されている。

## 受賞歴
- HRブランド賞：
- 2016年：「パーソナル・トランスフォーメーション」プロジェクトで優勝[13]。
- 2017年：「思考文化」プロジェクトで3位[14]。
- 2019年：「未来の銀行」プロジェクトで特別賞「未来を育む」受賞[15]。
- **Central Banking Awards**：2022年最優秀中央銀行[16]。

## 国際機関への参加
2021年11月15日、NBUは国際金融機関（Institute of International Finance, IIF）に加盟。IIFは70カ国以上、450以上の金融機関（中央銀行、商業銀行、投資銀行など）を結ぶグローバルネットワークであり、新興市場の分析を行う。